# イヴァン・パッセル
イヴァン・パッセル（アイヴァン・パサーとも、Ivan Passer, 1933年7月10日 - 2020年1月9日）は、チェコ・アメリカの映画監督・脚本家である。

## 来歴・人物
プラハで生まれる。
1960年代の「チェコ・ヌーヴェルヴァーグ」の重要人物である。おなじチェコのミロシュ・フォルマンの数多くの作品で密接に仕事をした。1965年、監督デビュー。1968年の「プラハの春」の反動によるソ連の軍事介入のあと、西側に脱し、イタリアの映画プロデューサーカルロ・ポンティの助力でアメリカに亡命、アメリカで精力的に活動した。2020年1月9日没。

## フィルモグラフィ

### 監督
- Intimate Lighting (1965)
- 生き残るヤツ Born to Win (1971)
- Law and Disorder (1974)
- 結婚詐欺師は殺さない Ace Up My Sleeve（Crime and Passion） (1975)
- シルバー・ベアーズ Silver Bears (1977)
- 男の傷 Cutter’s Way (1981)
- フェアリーテール・シアター/ナイチンゲール Faerie Tale Theatre: The Nightingale (1983)
- クリエイター Creator (1985)
- 幽霊伝説/フランケンシュタイン誕生秘話 Haunted Summer (1988)
- フォース・ストーリー/危険な誘惑 Fourth Story (1990)
- 独裁/スターリン Stalin (1992)
- While Justice Sleeps (1994)
- マスター・アンド・ウォリアー Kidnapped (1995)
- The Wishing
- 恋のピクニック Picnic (2000)
- レッド・ウォリアー Nomad (2005)

### 脚本
- Konkurs (1963)
- Lásky Jedné Plavovlásky (1965)
- Intimate Lighting (1965)
- The Firemen’s Ball (1967)
- Law and Disorder (1974)

### 出演
- Velvet Hangover (2000) 監督Robert Buchar